# Laure Killing
Laure Killing (1959. január 12. – 2019. november 18.) francia színésznő.

## Filmjei
Mozifilmek
- Tökéletes kezelés (Beyond Therapy) (1987)
- Saxo (1987)
- Az éjszakáim szebbek, mint a nappalaitok (Mes nuits sont plus belles que vos jours) (1989)
- Rejtélyes vendég (L’Invité surprise) (1989)
- Dombok lánya (La Fille des collines) (1990)
- Nouvelle Vague (1990)
- Faux et usage de faux (1990)
- Écrans de sable (1991)
- A szerelem után (Après l’amour) (1992)
- A plüssmackó (L’Ours en peluche) (1994)
- Hétköznapi hősök (Un héros ordinaire) (1995)
- Jefferson Párizsban (Jefferson à Paris) (1995)
- A tél beállta előtt (Avant l'hiver) (2013)

Tv-filmek
- A nő és a bankár (Une femme explosive) (1996)
- A jenki pótmama (L’amerloque) (1996)
- A pármai kolostor (La certosa di Parma) (2012)

Tv-sorozatok
- Moon and Son (1992, 13 epizódban)
- A hírszerző nyomoz (Renseignements généraux) (1994, egy epizódban)
- Nő fehérben (Une femme en blanc) (1997)
- Dolmen – Rejtelmek szigete (Dolmen) (2005, öt epizódban)
- Maupassant történeteiből (Chez Maupassant) (2007, egy epizódban)
- Különleges ügyosztály – Párizs (Paris enquêtes criminelles) (2007–2008, 17 epizódban)
- Párizsi helyszínelők (R.I.S. Police scientifique) (2012, egy epizódban)
- Demain nous appartient (2017–2018, 50 epizódban)